# کومولن

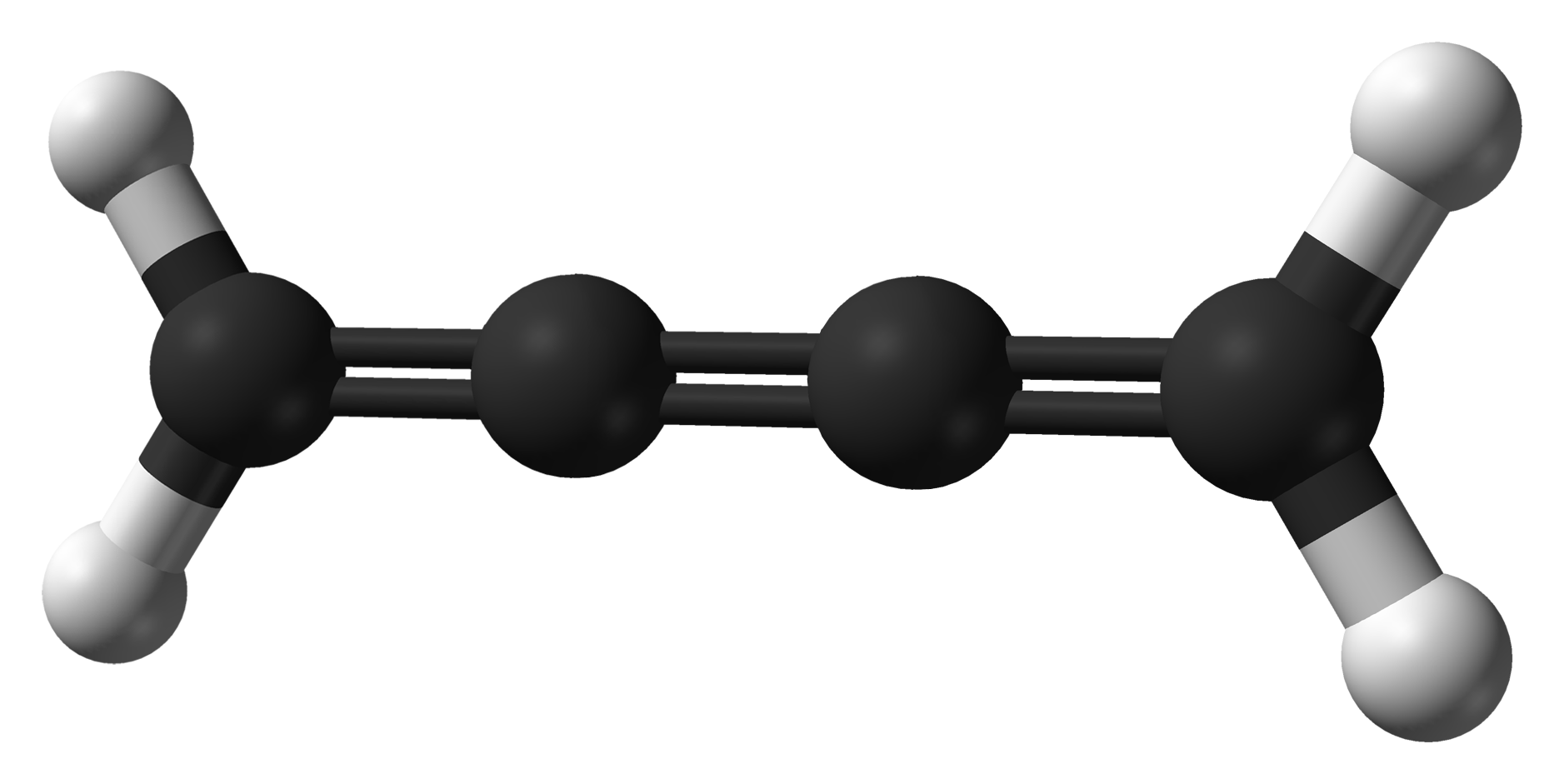
۱٬۲,۳-بوتاتری‌ان، ساده‌ترین کومولن

کومولن (انگلیسی: Cumulene) به هیدروکربن‌هایی گفته می‌شود که شامل ۳ یا تعداد بیشتر پیوند دوگانه پیاپی در ساختار خود باشند.